# Donovan Reginald Rosevear
Donovan Reginald Rosevear (* 28. November 1900 in Chelsea; † 17. Januar 1986) war ein britischer Forstverwalter und Mammaloge.

## Leben
Nach der Absolvierung der Bedford School erlangte Rosevear im Jahr 1923 den Bachelor of Arts und das Forstwirt-Diplom am Christ’s College der University of Cambridge. 1924 siedelte er nach Nigeria über, wo er dem Kolonialen Forstdienst beitrat. In den ersten 20 Jahren seiner Karriere arbeitete Rosevear in den südöstlichen Provinzen Nigerias und in den Cameroons. Neben seinem Beruf war Rosevear ein eifriger Naturbeobachter, der die Fauna und Flora Westafrikas studierte.
Rosevear war ein tatkräftiger Unterstützer der Nigerian Field Society (NFS), die 1930 von Frank Bridges gegründet wurde. Er veröffentlichte zahlreiche Beiträge in The Nigerian Field, dem Journal der Nigerian Field Society, und war von 1947 bis 1976 Vizepräsident dieser Gesellschaft.
1944 zog Rosevear nach Ibadan und 1951 wurde er in Lagos Generalforstinspekteur. 1954 beendete er den aktiven Forstdienst und kehrte nach Großbritannien zurück. In London wurde er ehrenamtlicher Mitarbeiter am Natural History Museum, wo er mit Unterstützung des Wellcome Trust und des Leverhulme Trust mehr als 20 Jahre tätig war.
Von 1956 bis 1960 war er Gremiumsmitglied der Fauna und Flora Preservation Society.
Rosevear trug eine große Sammlung von Kleinsäugern aus Westafrika zusammen und veröffentlichte eine Reihe von wissenschaftlichen Büchern über Säugetiere, darunter A Checklist and Atlas of Nigerian Mammals (1953), The Bats of West Africa (1965), The Rodents of West Africa (1969) und The Carnivores of West Africa (1974).

## Ehrungen und Dedikationsnamen
1954 wurde Rosevear zum Commander of the British Empire (CBE) ernannt. 1971 erhielt er den Stamford Raffles Award der Zoological Society of London. 1978 wurde er mit dem H. H. Bloomer Award der Linnean Society of London ausgezeichnet. 1980 wurde Rosevears Grasmaus (Lemniscomys roseveari) aus Sambia, 1997 wurde Rosevears Bürstenhaarmaus (Lophuromys roseveari) aus Kamerun und 2013 die Glattnasenart Neoromicia roseveari aus Liberia und Guinea zu Ehren von Donovan Rosevear benannt.